# 魏続
魏 続（ぎ ぞく/ぎ しょく、生没年不詳）は、中国後漢時代末期の武将。

## 正史の事跡
| 姓名         | 魏続      |
| 時代         | 後漢時代  |
| 生没年       | 〔不詳〕  |
| 字・別号     | 〔不詳〕  |
| 出身地       | 〔不詳〕  |
| 職官         | 〔不詳〕  |
| 爵位・号等   | -         |
| 陣営・所属等 | 呂布→曹操 |
| 家族・一族   | 〔不詳〕  |

呂布配下。呂布の縁戚関係にあったことから重用された。呂布が高順を疎んじるようになると、呂布は高順の兵を魏続に率いさせ、魏続の兵を高順に率いさせている。
建安3年（198年）12月、呂布が曹操の猛攻に遭って下邳城に追いつめられると、同僚の宋憲・侯成らと共謀して陳宮を捕縛し、曹操に寝返った。これが契機となって下邳は落城し、呂布軍は滅亡した。
呂布滅亡後、史書に魏続の名は見当たらない。『後漢書』呂布伝に勇将ないしは猛将を意味する「健将」とされた魏越がいるが、魏続との関係は不明。

## 物語中の魏続
小説『三国志演義』では、呂布配下の八健将の1人（序列第6位）として登場する。最初の曹操との戦いでは、曹操を後一歩のところまで追い詰めるが、典韋に撃退される。袁術との戦いでは宋憲と共に陳蘭と戦い、これを撃破している。また下邳城攻防戦では、侯成らと共に呂布・陳宮を捕え曹操に降っている。袁紹との官渡の戦いでは、宋憲の仇を討とうと顔良に戦いを挑むが、一撃で討ち取られてしまう。